# عادل بدر الدين
عادل بدر الدين (بالإنجليزية: Adel Bader Al Deen) ممثل مصري من مواليد 1 يناير 1931، ظهر في منتصف الستينيات واستمر حتى نهاية الثمانينيات يؤدى أدواراً ثانوية في السينما والإذاعة والتليفزيون. كان حصيلة مشواره الفني 56 عملاً فنياً، وكان آخر أعماله السينمائية فيلم «لن أعيش في حلمك» للمخرج ناجي أنجلو.
توفي في 3 يناير 1990 عن عمر يناهز 59 سنة.

## أهم أعماله
فيلم «التوت والنبوت» عام 1986 للمخرج نيازي مصطفى، قام بدور بنايوتي السمسار.
مسلسل «موسى بن نصير» عام 1983 للمخرج جلال غنيم، قام بدور مغيث الرومي.
فيلم «الشك يا حبيبي» عام 1979 للمخرج هنري بركات.
فيلم «حساب السنين» عام 1978 للمخرج أحمد السبعاوي، قام بدور سلماوي.
فيلم «طائر الليل الحزين» عام 1977 للمخرج يحيى العلمي.
مسلسل «العنكبوت» عام 1973 للمخرج يحيى العلمي، قام بدور ضابط المباحث بالقاهرة.
فيلم «خان الخليلي» عام 1966 للمخرج عاطف سالم.
مسرحية «الأرانب» عام 1965 تأليف لطفي الخولي، قام بدور أسامة.

## وصلات خارجية
- عادل بدر الدين على موقع الدهليز
- عادل بدر الدين على موقع قاعدة بيانات الأفلام العربية

https://dhliz.com/artist/7WF4U1dlvEA/ عادل بدر الدين
https://www.imdb.com/name/nm9045855/?ref_=fn_nm_nm_60 عادل بدر الدين
https://karohat.com/Person/888ec302-2b68-4184-8256-688ddf47acce عادل بدر الدين